# Rebeca Méndez Jiménez
Rebeca Méndez Jiménez (Guadalajara, 26 de junho de 1943 – Monterrei, 16 de setembro de 2012) conhecida mundialmente como La loca del muelle de San Blás, foi uma comerciante mexicana que se fez famosa por esperar seu noivo, falecido num naufrágio, no cais de San Blás, permaneceu por muito tempo esperando por ele no porto com o mesmo vestido da partida de seu noivo na esperança de que ele chegasse em um dos barcos e a reconhecesse, ganhando o apelido. Sua história foi homenageada na canção En el Muelle de San Blás pela banda mexicana de rock Maná.

## Biografia[2]
A 13 de outubro de 1971 Rebeca despediu do seu noivo Manuel, um pescador com quem casar-se-ia em 4 dias. Essa noite o Furacão Priscila causou o naufrágio da embarcação e não houve sobreviventes.
Desde o trágico acontecimento, passou todas as tardes no cais com seu vestido de noiva.
Para além de sua vã espera Rebeca era muito amável e cordial, também não estava incapacitada: trabalhava vendendo roupa para bonecas e doces, não era do todo solitária: tinha irmãs que viviam em Monterrey às que visitava e amigos, também não gerava hostilidade nos sanblaseiros: era contratada para pequenos trabalhos, presenteavam-lhe comida e depois da canção, atraía a turistas de todo mundo aos que contava desinteressadamente sua história.

### Falecimento
Morreu em 16 de setembro de 2012 à idade de 63 anos, sua morte foi anunciada em meios de toda a América Latina, seus restos foram cremados e suas cinzas lançadas ao mar no cais de San Blás. No lugar realizou-se uma cerimónia pública onde se inaugurou uma estátua em sua honra, financiada pela Prefeitura da cidade.

## En el Muelle de San Blás
Em maio de 1997 Rebeca vendia doces com seu famoso traje de noiva quando um cliente lhe perguntou por seu vestido, a mulher lhe contou sua história com tanto sentimento que emocionou ao ouvinte; Fernando Olvera. O vocalista contou-lhe a história a seu colega Alejandro González que impactado se dirigiu a conhecer à mulher, essa noite ambos músicos escreveram a canção En el Muelle de San Blás.
A história de Rebeca teve um grande efeito nos líderes de Maná, titularam seu seguinte álbum em relação ao relato e inspirado Olvera ademais escreveu A sirena, em novembro desse ano dito trabalho foi publicado: Sonhos líquidos.